# Tussenobba Peak
Tussenobba Peak är en bergstopp i Antarktis. Den ligger i Östantarktis. Norge gör anspråk på området. Toppen på Tussenobba Peak är 2 665 meter över havet.
Terrängen runt Tussenobba Peak är huvudsakligen kuperad, men norrut är den bergig. Trakten är obefolkad. Det finns inga samhällen i närheten. 